# Curimatá
Curimatá é um município brasileiro do estado do Piauí. Localiza-se a uma latitude de -10.035833 e a uma longitude de -44.305833, estando a uma altitude de 328 metros de elevação em relação ao nível do mar . Sua população estimada em 2006 era de 10.615 habitantes.
Possui uma área de 2.378,9 km². O que corresponde a uma densidade populacional de 4,5 hab./km², em dados de 2006. Curimatá está em sétimo lugar no IDH das cidades do Piauí.

## Histórico
O atual Município de Curimatá, desmembrado de Parnaguá, teve origem em uma data de terras denominada "Gety" e adquirida por Damásio de Carvalho Mourão, em 1717, quando ali se instalou. Em 1741, foi construída a capela de Nossa Senhora do Bom Sucesso, pelo Capitão-mor Manoel Marques Padilha do Amaral, erguendo-se, em torno dela, pequeno povoado, que recebeu o nome de Curimatá, em virtude do Riacho Curimatá ser abundante em peixe e banhar o território. 
Em 1922, praticamente destruído pela ação de bandoleiros, o povoado só restabeleceu seu desenvolvimento 9 anos depois, com a chegada de Abdias Albuquerque. Á frente da operação de reconstrução, Abdias instalou um centro comercial para os produtos da região e outros de que a população necessitava. 
Em 1937, o professor Samuel Dourado Guerra fundou o Instituto Educacional Julião Guerra, atraindo grande número de famílias da ribeira do Curimatá para a localidade. O Instituto foi outro marco importante na história de Curimatá. 
Em 1952, a transferência da Sede do Município de Parnaguá para Curimatá, não se consolidou. No ano seguinte, foi criado o Município.   

## Formação Administrativa
Elevado à categoria de município e distrito com a denominação de Curimatá, pela lei estadual nº 895, de 29 de outubro de 1953, desmembrado de Parnaguá. Sede no atual distrito de Curimatá ex-localidade. Constituído do distrito sede. Instalado em 01/06/1954. 
Em divisão territorial datada de 01/06/1960, o município é constituído do distrito sede. 
Assim permanecendo em divisão territorial datada de 2005. 

## Índice de Desenvolvimento Humano Municipal – IDHM
O Índice de Desenvolvimento Humano Municipal (IDHM) de Curimatá é 0,607, em 2010. O município está situado na faixa de Desenvolvimento Humano Médio (IDHM entre 0,6 e 0,699). Entre 2000 e 2010, a dimensão que mais cresceu em termos absolutos foi Educação (com crescimento de 0,230), seguida por Longevidade e por Renda. Entre 1991 e 2000, a dimensão que mais cresceu em termos absolutos foi Educação (com crescimento de 0,167), seguida por Renda e por Longevidade.